# Puycalvel
Puycalvel település Franciaországban, Tarn megyében. Lakosainak száma 215 fő (2022. január 1.). Puycalvel Brousse, Cuq, Damiatte, Lautrec, Moulayrès és Serviès községekkel határos.

## Népesség
A település népességének változása:
| Lakosok száma | 217  | 214  | 219  | 221  | 217  | 213  | 210  | 212  | 215  |
|               | 2013 | 2015 | 2016 | 2017 | 2018 | 2019 | 2020 | 2021 | 2022 |